# École des technologies numériques appliquées
École des technologies numériques appliquées, fondată în 2005, este o universitate tehnică din Ivry-sur-Seine (Franța).

## Secții
- Master

Domeniu: Informatică, Rețea de calculatoare, Securitate, Bază de date.